# Піонтковський Йосип Іванович
Йосип Іванович Піонтковський (1912, село Казимирівка Київської губернії, тепер село Квітневе Сквирського району Київської області — ?, місто Київ) — український радянський діяч, начальник Херсонського обласного управління сільського господарства, голова колгоспу імені Кірова села Чорнобаївки Херсонського (потім — Білозерського) району Херсонської області. Герой Соціалістичної Праці (26.02.1958). Депутат Верховної Ради УРСР 5-го скликання.

## Біографія
Народився у родині наймита. У 1928 році закінчив середню школу.
У 1928—1932 роках — студент Полтавського сільськогосподарського інституту.
У 1932—1941 роках — агроном у зернорадгоспах на Миколаївщині.
З 1941 року — в Червоній армії, учасник німецько-радянської війни.
Член ВКП(б) з 1943 року.
У 1946—1947 роках — старший агроном, у 1947—1949 роках — директор радгоспу «Червоний партизан» Нижньосірогозького району Херсонської області.
У 1949—1951 роках — директор Херсонського обласного тресту радгоспів.
У 1951—1953 роках — начальник Херсонського обласного управління сільського господарства.
У березні 1953 — грудні 1956 року — голова колгоспу імені Сталіна Новотроїцького району Херсонської області.
З грудня 1956 року — голова колгоспу імені Кірова села Чорнобаївки Херсонського (потім — Білозерського) району Херсонської області.
Потім — на пенсії. Похований на Берковецькому (Міському) цвинтарі міста Києва.

## Нагороди
- Герой Соціалістичної Праці (26.02.1958)
- орден Леніна (26.02.1958)
- ордени
- медаль «За перемогу над Німеччиною у Великій Вітчизняній війні 1941—1945 років» (1945)
- медалі